# Provincia de Santander (Cauca)
La provincia de Santander fue una de las provincias del Estado Soberano del Cauca y del Departamento del Cauca (Colombia). Fue creada por medio de la ley 81 del 11 de octubre de 1859, a partir del territorio norte de la provincia de Popayán. Tuvo por cabecera primero a la ciudad de Caloto y luego la de Santander. La provincia comprendía el territorio de la actual región caucana del Norte.

## Geografía

### Límites
La provincia de Santander en 1859 limitaba al sur con la provincia de Popayán; al oriente con la misma cima de la cordillera Central hasta las cabeceras del río del Desbaratado, la cual dividía a Santander de la provincia de Popayán y de una parte del Estado del Tolima; al norte las aguas del expresado río hasta su confluencia con el del Cauca; y las aguas de este al occidente hasta su unión con el de Ovejas.

### División territorial
En 1876 la provincia comprendía los distritos de Santander (capital), Buenos Aires, Caldono, Caloto, Celandia, Corinto, Jambaló y Toribío.
En 1905 la provincia comprendía los distritos de Santander (capital), Buenos Aires, Caldono, Caloto, Corinto, Espejuelo, Jambaló y Toribío.